# 托伊沃·萨洛宁
托伊沃·萨洛宁（芬蘭語：Toivo Salonen，1933年5月21日—2019年10月28日），芬兰男子速度滑冰运动员。他曾代表芬兰参加1952年、1956年、1960年和1964年冬季奥林匹克运动会速度滑冰比赛，获得一枚铜牌。